# Bleckede

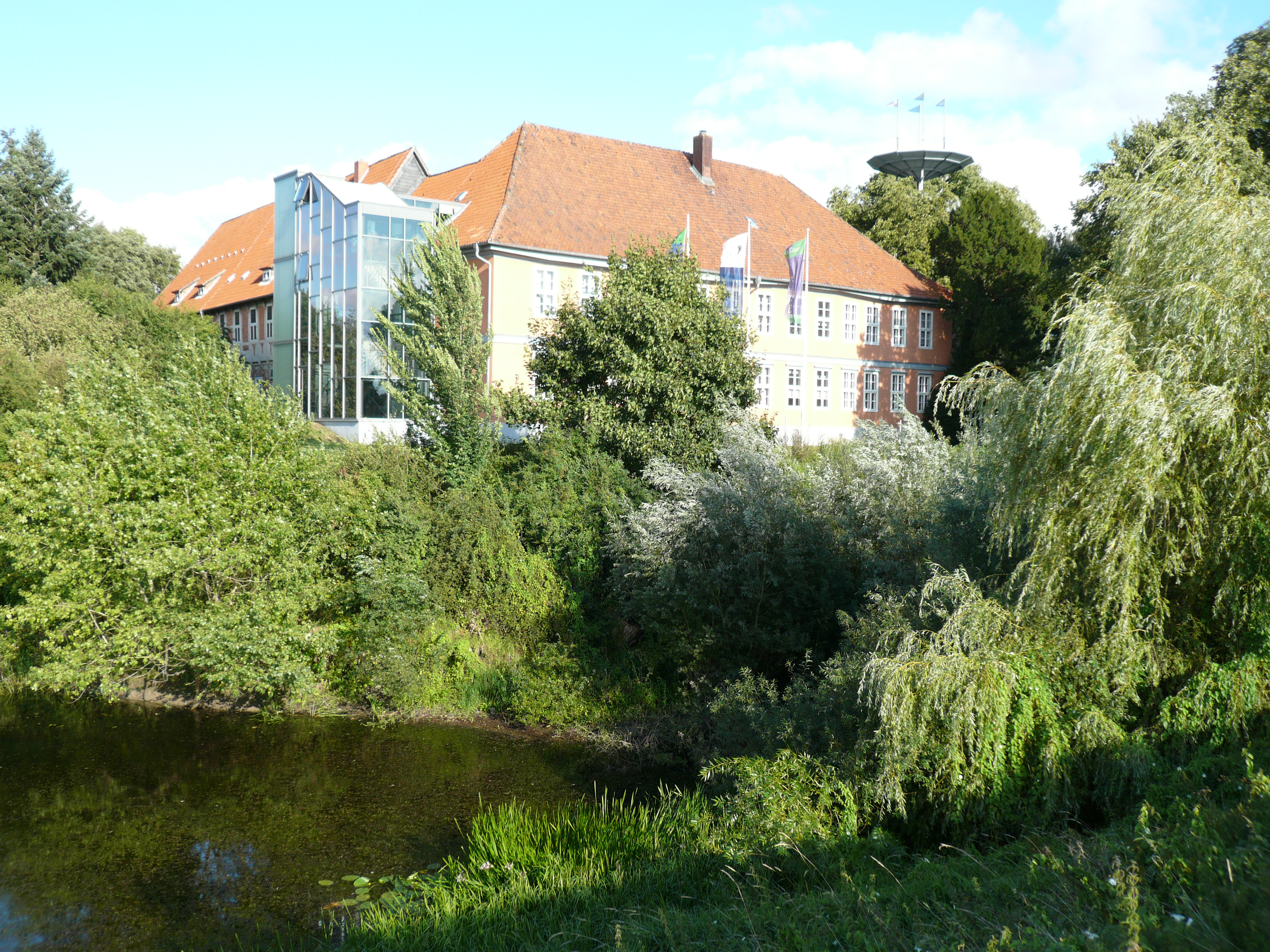
Zamek nad Łabą w Bleckede

Bleckede – miasto położone w niemieckim kraju związkowym Dolna Saksonia, w powiecie Lüneburg po obu stronach Łaby.

## Położenie geograficzne
Bleckede leży w północno-wschodniej części powiatu Lüneburg na obydwu brzegach Łaby ok. 20 km. na wschód od Lüneburga. Dwie małe miejscowości Neu Bleckede i Neu Wendischthun należące do dzielnicy Bleckede-Wendischthun leżą po prawej stronie Łaby; całe miasto po lewej stronie. 
Bleckede graniczy od północy z krajem związkowym Meklemburgia-Pomorze Przednie; w tym z gminami Nostorf i Teldau wchodzącymi w skład urzędu Boizenburg-Land i miastem Boizenburg/Elbe. Na wschodzie graniczy z gminą Amt Neuhaus. Na południowym wschodzie graniczy z gminą Neu Darchau z gminy zbiorowej Elbtalaue w powiecie Lüchow-Dannenberg. Od południa sąsiaduje z gminami Tosterglope i Dahlem z gminy zbiorowej Dahlenburg. Od zachodu ma gminy Thomasburg i Neetze z gminy zbiorowej Ostheide i gminy Lüdersburg i Hittbergen z gminy zbiorowej Scharnebeck.
Przez Bleckede płynie Łaba na odcinku ponad 20 km.

## Historia
Bleckede było założone 28 sierpnia 1209 przez księcia Wilhelma z Lüneburga z dynastii Welfów, najmłodszego syna Henryka Lwa po tym, jak pod koniec XII wieku Welfowie utracili kontrolę nad przeprawą przez Łabę pod Lauenburg/Elbe i szlak handlowy z Bardowick. Bleckede miało zastąpić im te straty. Na początku miało się nazywać Löwenstadt od przydomku ojca założyciela (niem. Löwe - lew, Stadt − miasto), jednak ta nazwa się nie przyjęła, natomiast przekształcona została wcześniejsza słowiańska nazwa osady sprzed powstania miasta - Bleketsa. W tamtym czasie żyli tu (aż do początków XIX wieku) Drzewianie, jedno z plemion słowian połabskich.
Jeszcze w XIII wieku został zbudowany tu zamek (do dziś istniejący) dla ochrony przeprawy przez Łabę. Po raz pierwszy został on wymieniony w 1270. Bleckede otrzymało przywilej bicia monety w 1293. Od 1 kwietnia 1885 było siedzibą utworzonego tu przez Prusy powiatu Bleckede, który 1 października 1932 został wchłonięty przez powiat Lüneburg.
W ramach reformy administracyjnej gmina samodzielna (niem. Einheitsgemiende) Bleckede została utworzona 1 marca 1974 r. W obecnym kształcie od 30 czerwca 1993, wtedy to zostały do gminy przywrócone prawobrzeżne dzielnice (a które do 2 października 1990 znajdowały się po drugiej stronie granicy niemiecko-niemieckiej, tj. w NRD).

## Dzielnice miasta
W skład Bleckede wchodzą oprócz samego miasta Bleckede również: Alt Garge, Barskamp, Brackede, Breetze, Garlstorf, Garze, Göddingen z Nindorfem, Karze z Vogelsangiem, Radegast, Rosenthal, Walmsburg z Reeßeln, Wendewisch i prawobrzeżne Bleckede-Wendischthun. Większość z nich są to małe miejscowości, nawet dość odległe od miasta, jak np. Wendewisch z 220 mieszkańcami na północy ok. 9 km lub Reeßeln z kilkudziesięcioma mieszkańcami na południu ponad 11 km.

## Współpraca
Bleckede utrzymuje partnerskie stosunki z:
- Auffay, Francja od 1977
- Tôtes, Francja od 1977

## Komunikacja
Bleckede ma słabe połączenie komunikacyjne, nawet z siedzibą powiatu. Dopiero w Lüneburgu ma dostęp do autostrady A39. Połączenie z wschodnimi dzielnicami miasta oraz z innymi miejscowościami po prawej stronie Łaby zapewnia przeprawa promowa w Bleckede.